# Іллінецька міська мультимедійна бібліотека Іллінецької міської об'єднаної територіальної громади
Іллінецька міська мультимедійна бібліотека Іллінецької міської об'єднаної територіальної громади — бібліотечний заклад у місті Іллінці Вінницької області.

## Історія
В листопаді 1923 року в смт. Іллінці відкрився селищний будинок /сільбуд/, при якому було організовано читальню, яка і стала початком заснування бібліотеки.
Перші повоєнні роки в центрі Іллінців /між теперішньою аптекою і ощадбанком/ стояв невеличкий одноповерховий будинок з двома ганочками. Тут знаходилась районна бібліотека для дорослих, яка займала 3 кімнати: абонемент, читальний зал на 15 місць та книгосховище.
Засновником та незмінним керівником її була Марія Камінська.
Згодом бібліотека перейшла в більше приміщення, яке знаходиться між теперішньою музичною школою і аптекою, тут було вже 2 книгосховища абонемент та читальний зал на 50 місць.
В штат введено посаду методиста. 1962 бібліотеці надано нове двохповерхове приміщення, яке знаходилося за редакцією районної газети «Трудова слава». Завідувачем бібліотеки призначено Г.Чирву.
В бібліотеці вперше запроваджується відкритий доступ до книжкового фонду , що дає змогу читачам краще познайомитися з наявними книгами та вибране потрібне.
1965 з відновленням Іллінецького району, бібліотека стає центром методичної роботи , на її базі проводяться кущові та обласні семінари, її визнано центром практики для учнів Тульчинського культурно-освітнього училища. Очолювала бібліотеку Валентина  Бондар, яка займала посаду до 1980.
1979  бібліотека перейшла на нову форму роботи. Організовано єдину централізовану бібліотечну систему. Всі сільські бібліотеки, а їх було 43 стають підрозділом центральної бібліотеки-бібліотеками-філіалами. Створено нові відділи: організації та комплектування, кногозберігання, методично-бібліографічний. В штат вводяться нові посади: директора, заступників, бібліографа, редактора, художника. Значно збільшується обсяг надходжень книг та періодичних видань щомісячно надходить більше 3-х примірників книг, передплачується понад 200 назв газет та журналів. 
У березні 1985 року на посаду директора Іллінецької централізованої бібліотечної системи призначено Корніцьку (Шевчук) Ольгу Григорівну. Без відриву від виробництва закінчила бібліотечний факультет Київського державного інституту культури. 

1992 бібліотека переїжджає в нове типове, спеціально збудоване приміщення, площею в 1,5 тисячі квадратних метри, що знаходиться в районі спорткомплексу . Тут же знаходиться і районна бібліотека для дітей.

## Бібліотека сьогодні
У бібліотеці  готуються рекомендаційні та інформаційні бібліографічні посібники, методичні матеріали тощо. Бібліотека брала участь у конкурсі Бібліо-міст, і стала пререможцем конкорсу. 
У бібліотеці обладнано комп'ютерну залу. 